# Auneuil
 Auneuil  ist eine französische Gemeinde mit 2895 Einwohnern (Stand 1. Januar 2022) im Département Oise in der Region Hauts-de-France. Sie gehört zum Arrondissement Beauvais und zum Kanton Beauvais-2.
Sie entstand mit Wirkung vom 1. Januar 2017 als Commune nouvelle durch Zusammenlegung der bis dahin selbstständigen Gemeinden Troussures und Auneuil, die fortan den Status von Communes déléguées besitzen. Der Verwaltungssitz befindet sich in Auneuil.

## Gliederung
| Ortsteil                     | ehemaliger INSEE-Code | Fläche (km²) | Einwohnerzahl (2019) |
| ---------------------------- | --------------------- | ------------ | -------------------- |
| Auneuil (Verwaltungssitz)000 | 60029                 | 22,15        | 2652                 |
| Troussures                   | 60649                 | 05,18        | 0184                 |

## Bevölkerungsentwicklung
| Jahr      | 1962 | 1968 | 1975 | 1982 | 1990 | 1999 | 2007 |
| Einwohner | 1571 | 1679 | 2106 | 2370 | 2723 | 2757 | 2760 |

## Sehenswürdigkeiten
Siehe auch: Liste der Monuments historiques in Auneuil
- Kirche Saint-Sébastien
- Kapelle Notre-Dame-de-la-Pitié
- Keramikmuseum (Musée de la céramique Boulenger)

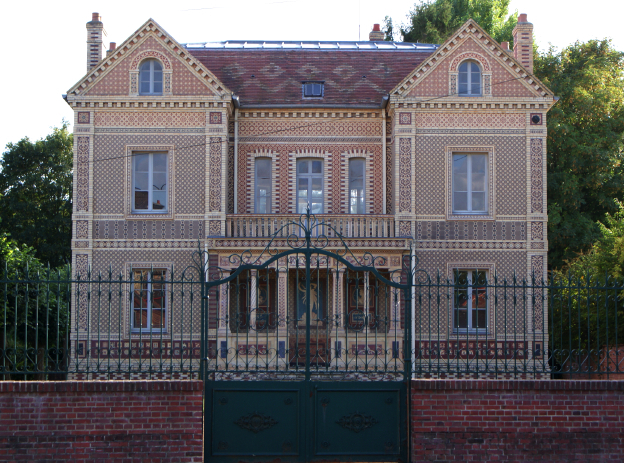
Fassade des Keramikmuseums
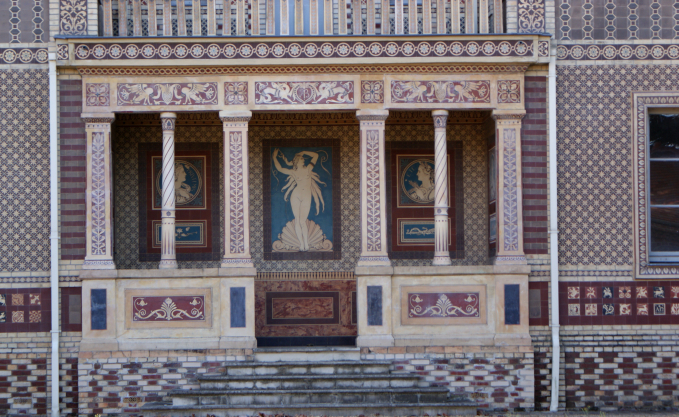
Eingang des Museums
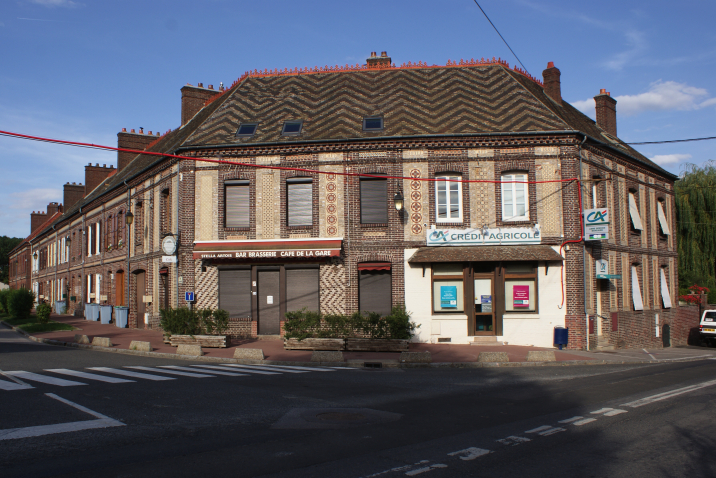
Hôtel Braconnier an der Ecke einer der Arbeitersiedlungen der Firma Boulenger
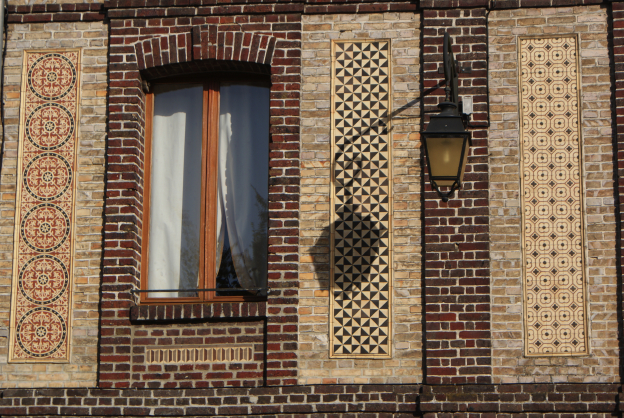
Fassadendetail aus der Arbeitersiedlung

## Persönlichkeiten
- Die Brüder Boulenger, Unternehmer
- Marie-Pierre Hamel (* 24. Februar 1786 in Auneuil; † 25. Juli 1879 in Beauvais), französischer Organologe und Richter.